# موت هياكينث
موت هياكينث هي لوحة زيتية للرسام الفرنسي جان بروك رسمها في عام 1801.